# كينت بيرسون
كينت بيرسون (بالسويدية: Kent Persson)‏ هو سياسي سويدي، ولد في 3 مارس 1971 في أوربرو في السويد. حزبياً، نشط في حزب التجمع المعتدل.